# Can Carreres (Bigues i Riells del Fai)
|  | Per a altres significats, vegeu «Can Carreres (Bigues)». |

Can Carreres és una urbanització situada al poble de Bigues, en el terme municipal de Bigues i Riells del Fai, al Vallès Oriental. Pren el nom de la masia de Can Carreres, una de les masies històriques de la parròquia de Sant Mateu de Montbui, agregada al poble de Bigues en terres de la qual es va formar aquesta urbanització. És a la part central-occidental del terme municipal, prop del límit amb Sant Feliu de Codines i a la dreta del riu Tenes, en el vessant de llevant del turó del Castell de Montbui i en el de ponent del Turó de la Calcina. Té a prop i al sud-oest la masia de Can Viver i a l'est, molt més distanciada, la de Can Traver. Hi ha censades 293 veïns a l'entitat de població.
El seu territori està delimitat al nord pel torrent de la Verneguera i al sud pel torrent de Can Viver.